# Božena Vejrychová-Solarová
Božena Vejrychová-Solarová (14. února 1892 Praha – 1978) byla česká pedagožka, malířka a spisovatelka.

## Životopis

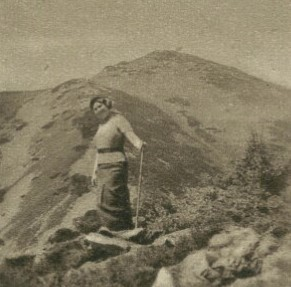
Božena Vejrychová-Solarová (Tatry 1935)

Boženin otec byl Jan Solar obuvník (12. 12. 1849), matka Božena Solarová-Režná (30. 3. 1854), rodiče měli svatbu 3. května 1880. Měla sestru Josefu Solarovou (20. 8. 1880). Provdala se za malíře Rudolfa Vejrycha (1882–1939).
Božena Vejrychová-Solarová studovala na soukromé malířské škole Rudolfa Vejrycha svého příštího manžela (byla jeho druhou ženou), u Jindřicha Hlavína a v Paříži. Byla členkou Kruhu výtvarných umělkyň, s nímž vystavovala v Paříži, Vídni a v Praze. Vyučovala kreslení na pražských, zejména dívčích školách, podílela se na tvorbě učebnic. Ilustrovala hlavně dětské knihy, k loutkářství přispěla svými knihami Kašpárkovo divadlo a Loutky Matěje Kopeckého. Bydlela v Praze XII, na adrese Mánesova 30.

## Dílo

### Výstavy[3]
- II. Zlínský salon, Studijní ústav, Zlín; 18. 4. 1937–31. 8. 1937
- III. Zlínský salon, Studijní ústav, Zlín; 24. 4. 1938–31. 8. 1938
- Rudolf Vejrych (kresby), Anna Krulišová-Randová (oleje), Božena Vejrychová-Solarová (oleje a akvarely): Galerie Dra Feigla, Praha, únor 1939
- Národ svým výtvarným umělcům, Praha; 12. 11. 1939–15. 12 1939
- Důvěřujte umění: Příklady z minulosti – práce členů Mánesa za dva roky, Mánes, Praha; 16. 12. 1939–28. 1. 1940
- Přehlídka 99ti, Topičův salon, Praha; 25. 5. 1943–14. 6. 1943
- Katalog souborné výstavy obrazů akademické malířky Boženy Vejrychové-Solarové – Miroslav Hýsek, Antonín Matějček, Albert Pražák. Brno: Typia (tisk), 1943
- Katalog XII. výstavy olejů, akvarelů a kreseb akademických malířů Rudolfa Vejrycha, Boženy Vejrychové-Solarové: 27. II. 1944–26. III. 1944, Prombergrův Salon umění v Olomouci
- Božena Vejrychová Solarová: Obrazy a spolupráce s výrobou, Galerie Československý spisovatel; 1950
- 1. pražský salon, Bruselský pavilon, Praha; 20, 7, 1967–25. 8. 1967
- České malířství XX. století, Oblastní galerie Liberec, od 1974
- Božena Vejrychová-Solarová: nositelka Řádu práce – výběr z životního díla; výstava Československý spisovatel Praha 1. 5. 1972–18. 6. 1972
- 1918–1938: První republika, Veletržní palác, Praha; od 24. 10. 2018
- Linie touhy, Špejchar Želeč, muzeum a obrazárna, Želeč; 13. 7. 2019–19. 9. 2019

### Obrazy
- Galerie Platýz: Na školním dvorku – olej, plátno, rozměr 82 × 67 cm, signováno vpravo dole; Zátiší s ovocem – olej, plátno, lepenka, rozměr 51,5 × 42 cm, značeno vpravo dole; Odpočinek v lese – akvarel, papír, rozměr 29 × 38,5 cm, signováno vpravo dole, zaskleno, rámováno
- Dorotheum Praha: Děvče s panenkou – signováno vpravo dole B. Solarová, olej, plátno fixované na kartonu, 58 × 44,5 cm; Zátiší s pomeranči a banány – signováno vpravo dole Solarová, olej, plátno fixované na kartonu, 51,5 × 42 cm, rám
- Art+: Kytice lučních květů, Děvče s panenkou, Zátiší s pomeranči a banány
- Starožitnosti pod Kinskou: Kytička – akvarel a tuš na papíře, 10 × 8 cm, rám 27,5 × 23 cm, signováno vlevo dole
- Artnet: Mädchenakt im Sessel – olej na plátně, 28 × 24,5 cm

### Spisy
- Náměty kreslení pro dívčí školy obecné a měšťanské – Praha: Státní nakladatelství [dále SN], 1928
- Sborník výtvarné výchovy – uspořádala B. Vejrychová-Solarová; do sborníku přispěli: Augustin Bartoš, Josef Císařovský, Rudolf Čermák, Emanuel Granát, Alena Havránková, Otakar Chlup, Oldřich Menhart, František Viktor Mokrý, Václav Penc, Karel Pokorný, Josef Raban, Vlastimil Rada, Ladislav Švarc, B. Vejrychová-Solarová: Kreslení podle názoru a vztah k přírodě, Josef Vydra, Josef Weiser, Věra Záleská, Václav Živec; tabule I–VI nakreslila B. Vejrychová-Solarová; obálku navrhl a graficky upravil Zdeněk Rossmann; odpovědná a výtvarná redaktorka Věra Urbanová, technický redaktor František Dvořáček. Praha: Státní pedagogické nakladatelství [dále SPN], 1956

### Ilustrovala
- V potoce svět uzřela, u kuchařky umřela – Jan Hostáň; ilustrovali B. Vejrychová-Solarová a R. Vejrych. Praha: SN, 1931
- Německá čítanka doplněná mluvnicí pro české měšťanské školy. První díl pro první třídu měšťanské školy = Deutsches Lesebuch mit ergänzendem Sprachbuch für Bürgerschulen mit tschechischer Unterrichtssprache. Erster Teil für die erste Klasse der Bürgerschule – Helena Bláhová, dr. Antonín Sturm; Obrázky kreslili: B. Vejrychová-Solarová a R. Vejrych. Praha: Československá grafická unie [dále ČGU], 1932
- Co dokáže elektřina – Jan Hostáň, Antonín Sturm, B. Vejrychová-Solarová, R. Vejrych. Praha: SN, 1932
- Co se kde děje, když spíš – J. Hostáň, A. Sturm, B. Vejrychová-Solarová, R. Vejrych. Praha: SN, 1932
- Poklady Národního musea – J. Hostáň, A. Sturm, B. Vejrychová-Solarová, R. Vejrych. Praha: SN, 1932
- Veselé prázdniny: zápisky Jendy Kroutilova z prázdninové osady – J. Hostáň, A. Sturm, B. Vejrychová-Solarová, R. Vejrych. Praha: SN, 1932
- Co rád jíš – J. Hostáň, A. Sturm. Praha: SN, 1933
- Jinak pradědečkové a jinak my – J. Hostáň. Praha: SN, 1933
- Práce strojů – J. Hostáň, A. Sturm, B. Vejrychová-Solarová, R. Vejrych. Praha: SN, 1934
- Hořký chléb: příběh z nedávných let – Olga Macháčková. Praha: SN, 1934
- Afrika – J. Hostáň; B. Vejrychová-Solarová a R. Vejrych. Praha: SN, 1935
- Zvířata v ZOO – J. Hostáň, A. Sturm, B. Vejrychová-Solarová, R. Vejrych. Praha: SN, 1935
- Kašpárkovo divadlo – J. Hostáň. Praha: SN, 1936
- Kouzlo hraček – doprovázejí prosou: Albert Pražák, Hana Gregorová, Karel Chotek, veršem: Josef Hora, František Halas, Jaroslav Seifert, Vítězslav Nezval, Alexandr Bezymenský; přeložil Ladislav Fikar; předmluvu napsal K. Chotek. Praha: Václav Naňka, 1945
- Vltava – J. Hostáň; A. Sturm; B. Vejrychová-Solarová; R. Vejrych. Praha: Státní nakladatelství dětské knihy [dále SNDK], 1946
- Kytička konvalinek – sbírku kreseb a studií doprovázejí básně Jaroslava Seiferta, Františka Halase, Vítězslava Nezvala, Josefa Kopty, Antonína Trýba, Emila Boleslava Lukáče, Josefa Hory, vzpomínka Alberta Pražáka, Viléma Pražáka a botanická studie Karla Kaviny; v grafické úpravě Zdeňka Rossmana. Blansko: K. Jelínek, 1948
- Korálky – Emanuel Jindřich Popera. Praha: ČGU, 1949
- Jablko – za odborného vedení Jaroslava Vaváka, sbírku doprovázejí pohádka Boženy Němcové, básně Josefa Hory, Jaroslava Seiferta, Františka Halase, Antonína Trýba, stati Alberta Pražáka, Viléma Pražáka, Vladimíra Úlehly, Karla Kamenického, odborné články Karla Hrubého, Františka Petra, Bohumila Starého, Františka Ferkla, Bohumila Kříže, Marie Úlehlové-Tilschové, Jaroslava Smoláka, Vojtěcha Hulače, lékařské pojednání Jiřího Štefla; redakční spolupráce Miloslava Jirdy, v grafické úpravě Zdeňka Rossmana Brno: nakladatelství Rovnost, 1949
- Nedošínský háj – výňatky ze spisů Aloise Jiráska, Zdeňka Nejedlého a básně Stanislav Kostky Neumanna. Praha: Orbis, 1950
- Božena Vejrychová Solarová: obrazy a spolupráce s výrobou – texty: Běla Pažoutová, Zdeněk Černohorský, Karel Hineis, Josef Mihule, Josef Vydra. Praha: Československý spisovatel, 1950
- Vyletěla holubička: Sbírka akvarelových studií a kreseb, doprovázená lidovými písněmi našimi a ruskými a verši našich básníků Vítězslava Nezvala, Marie Pujmanové, Viléma Závady, Františka Branislava – text uspořádal Miloslav Jirda, věnování Zdeněk Nejedlý; předmluva Ladislav Štoll; šéfredaktor Karel Nový; redaktor Jiří Růžička, technický redaktor D. M. Pavlíček; korektor František Lippert: Praha: Orbis, 1952
- Omalovánky – Praha: Orbis, 1952
- Koulelo se, koulelo: pro předškolní věk – Jaroslav Seifert, Praha: SNDK, 1955
- Zahrady pod Hradem – text napsal J. Burian. Praha: Turista, 1956
- Zpěv země – Marie Kratochvílová. Praha: SNDK, 1956
- Naše a vaše – František Branislav. Praha: SNDK, 1960
- U pěkného stolu – napsala Libuše Vokrová; přebal, vazba a grafická úprava Zdeněk Rossmann; fotografie. Jan Kaplický, Ladislav Sitenský, Robert Vejvoda; odpovědná a výtvarná redaktorka Věra Urbanová; technická redaktorka Soňa Bártová. Praha: SPN, 1960
- Indonéské lidové pohádky – výbor uspořádala, z indonéských a částečně německých pramenů přeložila, předmluvu, poznámky a vysvětlivky napsala Zorica Dubovská; výzdobu podle indonéských předloh vytvořila B. Vejrychová-Solarová. Praha: Odeon, 1966
- Loutky Matěje Kopeckého – úvod napsala a ukázky z her vybrala Libuše Vokrová; obálku, vazbu a grafickou úpravu navrhl Zdeněk Pilař. Praha: Odeon, 1974

### Vydala
- Umění v obrazech: mistrovská díla výtvarného umění evropských národů od dob nejstarších až do přítomnosti. Sešit 1–5 – redakcí Antonína Matějčka: 1. Donatello: David; 2. Český mistr z XV. st.: Královna ze Sáby; 3. Botticelli: Alegorie jara; 4. Bruegel st.: Selská svatba; 5. Fra Angelico: Zvěstování; 6. Mistr 6. stol.: Císařovna Theodora; 7. Repin: Záporožci; 8.Rodin: Svatý Jan Křtitel; 9. Afrodita z ostrova Mélu; 10. Velesquez: Vzdání Bredy; 11. Poussin: Echo a Narcis; 12.Mánes Quido: Návštěva; 13. Sochy z Aiginského chrámu; 14.Třeboňský mistr: Z mrtvýchvstání; 15. Rafael: Škola Athénská; 16. Rembrandt: Noční hlídka; 17. Posseidonův chrám v Paestum; 18.Leonardo da Vinci: Mona Lisa; 19. Aleš: Žalov; 20. Štursa: Masaryk. Praha: SN, 1931
- Umění v obrazech: mistrovská díla výtvarného umění evropských národů od dob nejstarších až do přítomnosti. Sešit 6–10 – redakce Antonína Matějčka: 21. Helenský malíř: Cheiron a Achilleus; 22. Myslbek: Svatý Václav; 23. Katedrála v Amiensu; 24. Tintoretto: Poslední večeře; 25. Řecký sochař: Ležící mladík; 26. Preissler: Černé jezero; 27. Tiziano: Madona rodiny Resaro; 28. Matejko: Štěpán Batory; 29. Zámek Versailles; 30. Giotto: Oplakávání Krista; 31. Purkyně: Podobizna Jecha; 32. Český sochař: Petr Parléř; 33. Český mistr: Kancionál litoměřický; 34. Van Ruisdael: Mlýn; 35. Veronese: Svatba v Káni Galilejské; 36. Michelangelo: Mojžíš; 37. Manet: Snídaně v trávě; 38. Chrám sv. Jiří na Hradčanech; 39. Egyptský sochař: Socha Ka-Apera; 40. Braun: Poustevník Garinus. Praha: SN, 1934